# Acraga ciliata
Acraga ciliata is een vlinder uit de familie van de Dalceridae. De wetenschappelijke naam van de soort is voor het eerst geldig gepubliceerd in 1855 door Walker.